# Kenny Clarke
Kenny Clarke (Pittsburgh, 9 januari 1914 – Parijs, 26 januari 1985) was een Amerikaans jazzdrummer, bekend om zijn vernieuwende invloed binnen de bebopstroming. Zijn bijnaam was Klook of Klook-Mop. Hij was later ook bekend als Liaqat Ali Salaam.
Clarke werd geboren als Kenneth Clarke Spearman. Hij kwam uit een muzikale familie, en leerde op de middelbare school verschillende instrumenten, waaronder piano, trombone, drums en vibrafoon. Al in zijn tienerjaren speelde hij slagwerk in de band van Leroy Bradley.

Later speelde hij onder meer samen met Roy Eldridge. In 1939 begon hij samen met Dizzy Gillespie te experimenteren met nieuwe ritmes. In een serie jamsessies, waarbij hij samenspeelde met Bud Powell, Charlie Christian, Dizzy Gillespie, Nick Fenton en Thelonious Monk, kreeg hij de bijnamen Klook en Klook-Mop vanwege de typische off-beat accenten die hij op basdrum en kleine trom speelde. Hij zou de eerste drummer in de jazz geweest zijn die de bekkens gebruikte voor het aangeven van het ritme (in plaats van op de basdrum en kleine trom, zoals nog steeds in de huidige popmuziek het geval is).
Na zijn militaire dienst van 1943 tot 1946 nam Clarke platen op met Dizzy Gillespie en vele andere muzikanten. In 1951 was hij een van de medeoprichters van het Modern Jazz Quartet. Vanaf 1956 was hij werkzaam in Parijs. In Europa speelde Clarke samen met vele bekende Europese en Amerikaanse jazzartiesten. In 1957 speelde hij samen met Miles Davis, Barney Wilen, René Urtreger, en Pierre Michelot de soundtrack van de speelfilm Ascenseur pour l'échafaud.
Vanaf 1963 tot 1972 leidde hij samen met Francy Boland de Clarke-Boland Big Band. Kenny Clarke speelde en nam tussen 1968 en 1980 10 jaar op met Jean-Christian Michel. Kenny Clarke bleef in Europa wonen en spelen tot aan zijn dood in 1985.
- Bibsys: 1012096
- Biblioteca Nacional de España: XX889357
- Bibliothèque nationale de France: cb13892538c (data)
- Gemeinsame Normdatei: 118834827
- International Standard Name Identifier: 0000 0000 8413 1382
- Library of Congress Control Number: n81055676
- MusicBrainz: 48eaf8a1-6e44-488c-a91a-736867f1ba50
- Nationale Bibliotheek van Tsjechië: xx0093448
- Nationale bibliotheek van Australië: 35992026
- Nationale Bibliotheek van Israël: 987007323193205171
- Nationale Bibliotheek van Polen: a0000003245232
- Nationale en Universitaire bibliotheek Zagreb: 000068665
- Nederlandse Thesaurus van Auteursnamen: 096881798
- Réseau des bibliothèques de Suisse occidentale: 02-A003109714
- Istituto Centrale per il Catalogo Unico: MODV150291
- LIBRIS: 276724
- SNAC: w6cj91b2
- Système universitaire de documentation: 083974431
- Trove: 1176449
- Virtual International Authority File: 116335684
- WorldCat: E39PBJpJfcCTTxD7jyC9WFgR8C